# 李文学
李 文学（り ぶんがく、Li Wenxue、1826年 - 1874年）は、清末のイ族の反乱の指導者。
雲南省弥渡出身。1856年、イ族の農民5千人とともに蜂起し、哀牢山地区を中心に勢力を築き、「彝家兵馬大元帥」と称した。貧民に有利な土地制度・税制を実施し、南澗・蒙化に勢力を広げた。大理に拠っていた杜文秀の回族蜂起軍とは密接に連携をとり、たびたび援軍を送っている。
1872年、大理が清軍に包囲されると救援に駆け付けたが、失敗に終わってしまった。南澗に潜伏していたが、1874年に裏切りに遭って、捕らえられ殺害された。